# Németh Judit (fizikus)
Németh Judit asszonynevén Dörnyei Józsefné (Budapest, 1932. október 15. – Budapest, 2019. január 15.) magyar fizikus, egyetemi tanár, professor emerita, 1998-tól a Magyar Tudományos Akadémia levelező, 2004-től rendes tagja, a fizikai tudományok kandidátusa (1965), majd doktora (1972). Az Eötvös Loránd Fizikai Társulat elnöki, majd alelnöki tisztét is betöltötte. A hazai nehézion-fizikai kutatások egyik iskolateremtő megalapítója.

## Élete, munkássága
Németh László és Démusz Ella leánya. Korán megmutatkozott matematikai tehetsége, és erről édesapja is ír a Homályból homályba című életrajzi regényében. (Németh László négy lánya közül Magda pedagógus, Ágnes vegyészmérnök, Judit fizikus professzor, Csilla pedig orvos lett). Németh Judit az ELTE Természettudományi Karon végzett 1955-ben az 1950-ben indított fizikus szakon, Zimányi József és Lovas István évfolyamtársaként, akikkel később a magyar nagyenergiás magfizikai (nehézion-fizikai) kutatások megalapítója lett. Tudományos munkásságát a magfizika, a csillagok belső folyamatait leíró magfizikai jelenségek területén fejtette ki. Egy időben együtt dolgozott Hans Bethe neves asztrofizikussal. A Kvark-anyagról rendezett 2005-ös budapesti világkonferencia egyik főszervezője volt.
Az Eötvös Loránd Tudományegyetem professor emeritusa.

## Elismerések
- MTESZ-díj (1978, megosztott)[3]
- Eötvös Loránd Fizikai Társulat Érme (1983)[3]
- Akadémiai Díj (1987)[3]
- Marx György Fizikai Szemle nívódíj (1996)
- Simonyi Károly-díj (2002)[3]